# تنگ اشکن
تنگ اشکن، روستایی در دهستان رودبار بخش رویدر شهرستان خمیر در استان هرمزگان ایران است.

## جمعیت
بر پایه سرشماری عمومی نفوس و مسکن در سال ۱۳۹۵، جمعیت این روستا برابر با ۶۳ نفر (۱۷ خانوار) بوده‌است.